# Sunião
Sunião, Súnion ou Súnio (em grego:  Σούνιον, em latim: Sunium) ou também Cabo Súnio, Cabo Sunião ou Cabo Súnion, é uma península e um cabo no sul da Ática, na Grécia, a 65 km de Atenas.
Nessa península localiza-se um dos templos gregos mais bem conservados, erguido em homenagem a Posídon, para proteger as águas gregas. Na Antiguidade, o promontório foi usado para avistar os barcos que se aproximavam de Atenas antes de arribarem.

## Antiguidade

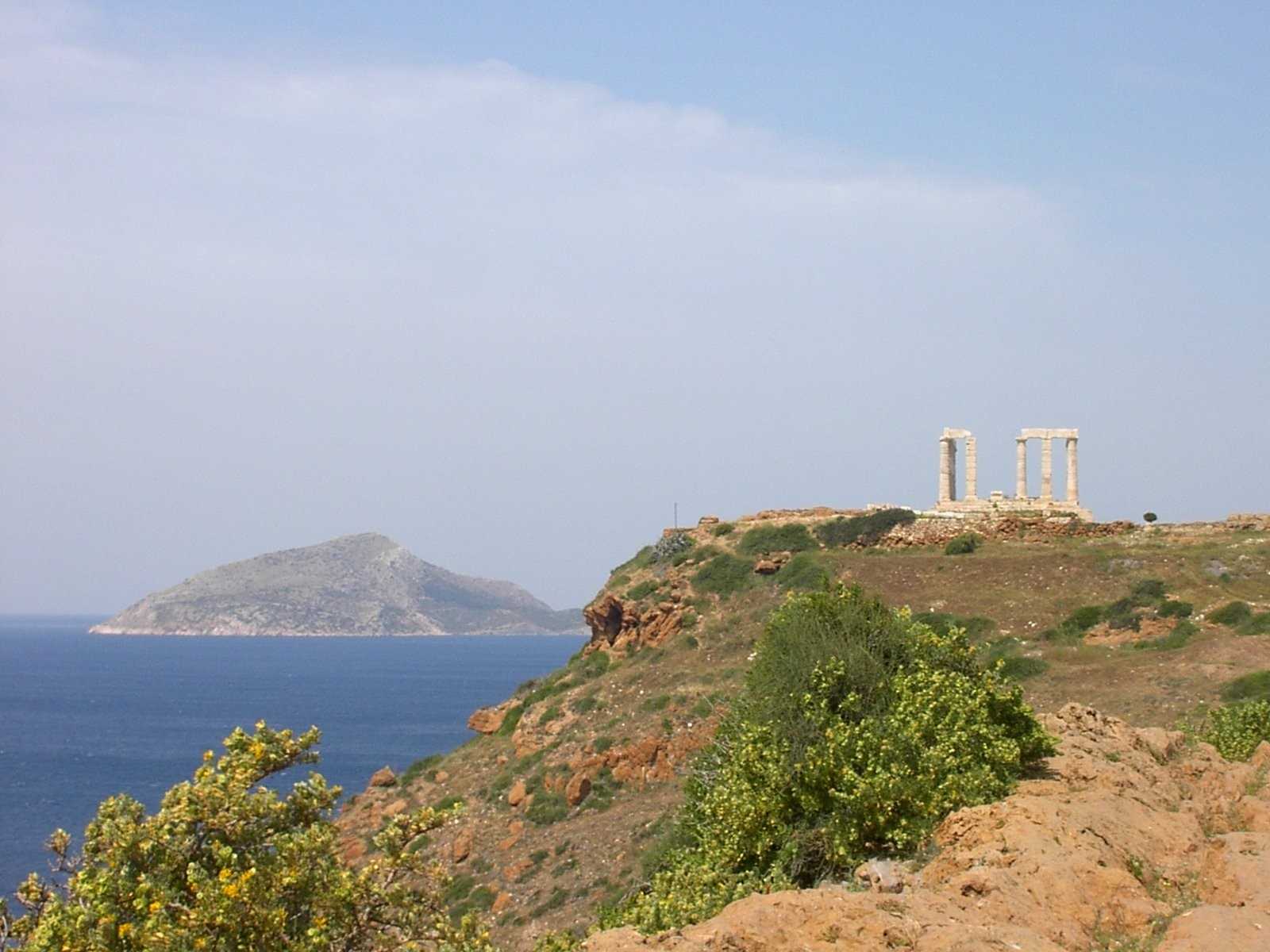
Vista do Cabo Súnio e as ruínas do templo de Posídon voltada ao oeste, com a ilha de Pátroclo visível ao fundo

A primeira menção ao cabo na literatura antiga é feita na Odisseia (iii, 278), que fala sobre o sagrado Súnion, o promontório de Atenas (Σούνιον ἱρὸν (…) ἄκρον Ἀθηνέων).
O Cabo Sunião era, segundo a lenda, o lugar onde Egeu se teria lançado ao mar. O seu filho Teseu tinha prometido que se saísse vitorioso do seu combate contra o Minotauro, içaria velas brancas no seu barco, enquanto que se morresse, a tripulação deveria deixar no barco as velas negras no mastro. Egeu viu chegar ao longe o barco com grandes velas negras, porque Teseu se tinha esquecido de içar as brancas, e desesperado atirou-se do alto das rochas para o mar. Daí provém o nome do Mar Egeu.
A parte sul da Ática, estendendo-se para o norte desde o promontório de Súnion até Toricos no leste, e Anaflisto no oeste, é chamada por Heródoto "o ângulo suníaco" (τὸν γουνὸν τὸν Σουνιακόν).

## Templos
Súnion era especialmente sagrado para Atena, bem como a Posídon, também adorado lá segundo Aristófanes. O cabo é especialmente famoso pelas ruínas de dois templos que dominam o mar, dedicados a esses deuses.

### Templo de Poseidon

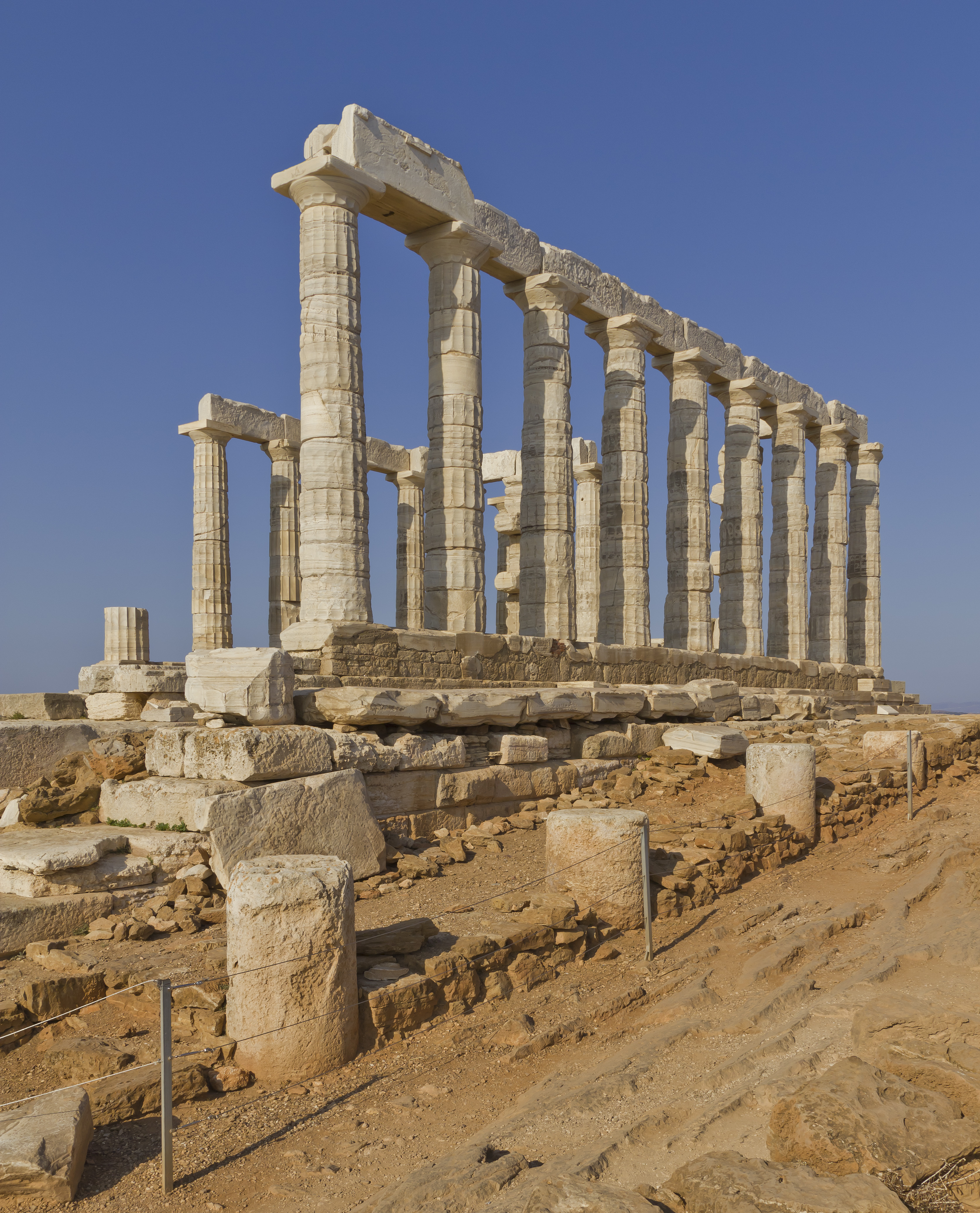
Templo de Posídon no cabo Sunião

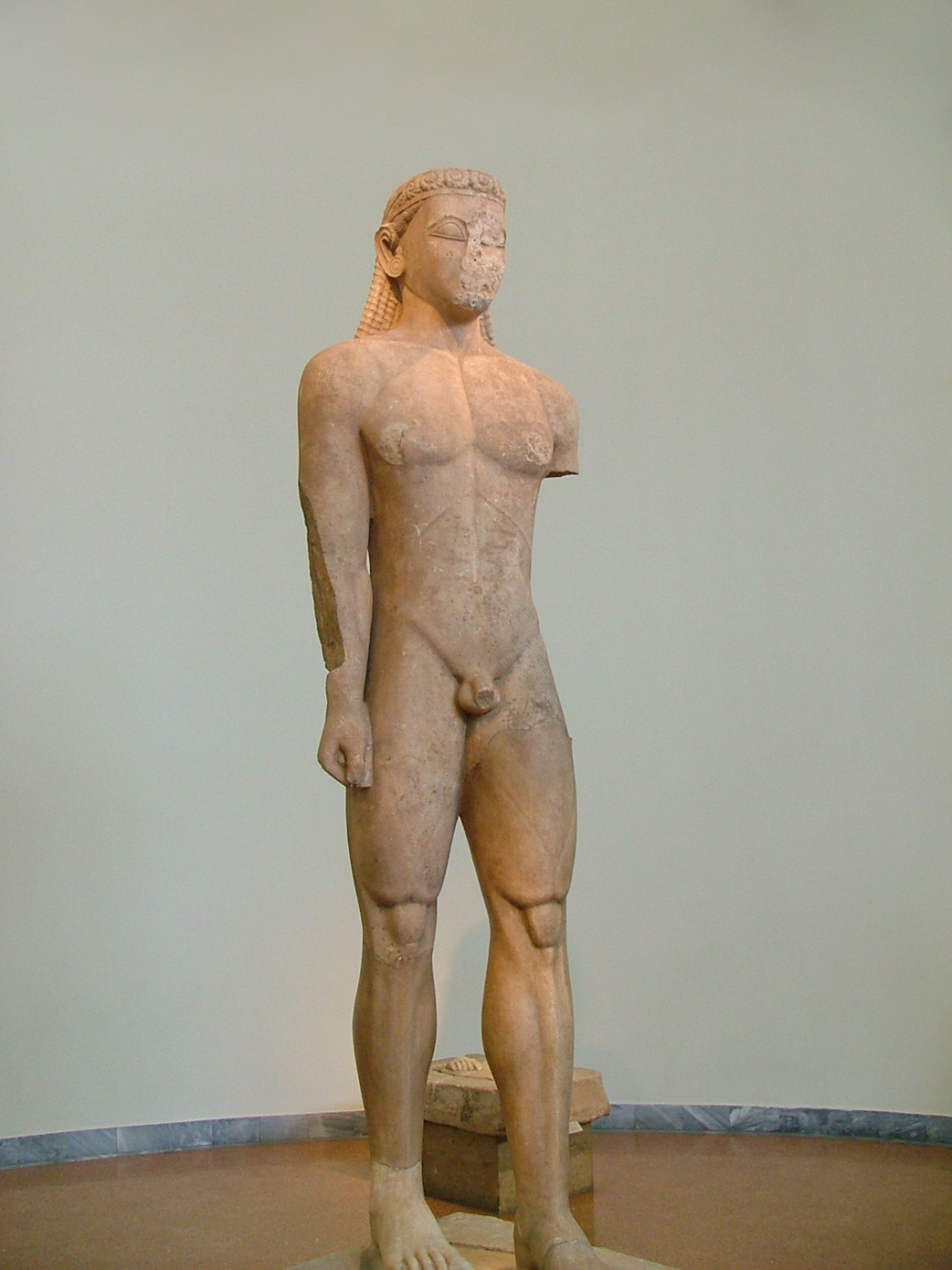
Kouros encontrado no local, c., Museu Nacional de Arqueologia de Atenas

O templo original de Posídon do período arcaico no local foi construído de tufa. O Kouros de Súnion, descoberto em 1906 em um poço a leste do templo ao lado de fragmentos de outras estátuas, era provavelmente uma das várias estátuas votivas dedicadas a Posídon que provavelmente ficava em frente ao santuário do deus. O templo arcaico foi provavelmente destruído em 480 a.C. pelas tropas persas durante a invasão de Xerxes I na Grécia. Depois de derrotar Xerxes na batalha naval de Salamina, os atenienses colocaram um trirreme inimigo inteiro capturado (navio de guerra com três bancos de remos) em Súnion como um troféu dedicado a Posídon.
O templo de Posídon em Súnion foi construído em 444–440 a.C. Isso foi durante a ascensão do estadista ateniense Péricles, que também reconstruiu o Partenon em Atenas. Foi construído sobre as ruínas de um templo do período Arcaico. Ele está situado acima do mar, a uma altura de quase 60m. O desenho do templo é um hexastilo típico, ou seja, possuía um pórtico frontal com seis colunas. Apenas algumas colunas do templo em Súnion estão de pé hoje, mas quando intacto teria se parecido com o contemporâneo e bem preservado Templo de Hefesto sob a Acrópole, que pode ter sido projetado pelo mesmo arquiteto.
Como acontece com todos os templos gregos, a construção era retangular, com uma colunata nos quatro lados. O número total de colunas originais foi 36: 15 colunas ainda estão de pé hoje. As colunas são de ordem dórica. Elas foram feitas de mármore branco extraído localmente, tinham 6,10m de altura, com um diâmetro de 1m na base e 79cm na parte superior. No centro do templo, a colunata seria o salão de adoração (nau), uma sala retangular sem janelas, semelhante ao salão parcialmente intacto do Templo de Hefesto. Deveria conter, em uma extremidade voltada para a entrada, a imagem de culto, uma colossal  estátua de bronze de Posídon, da altura do teto (6m).

### Templo de Atena

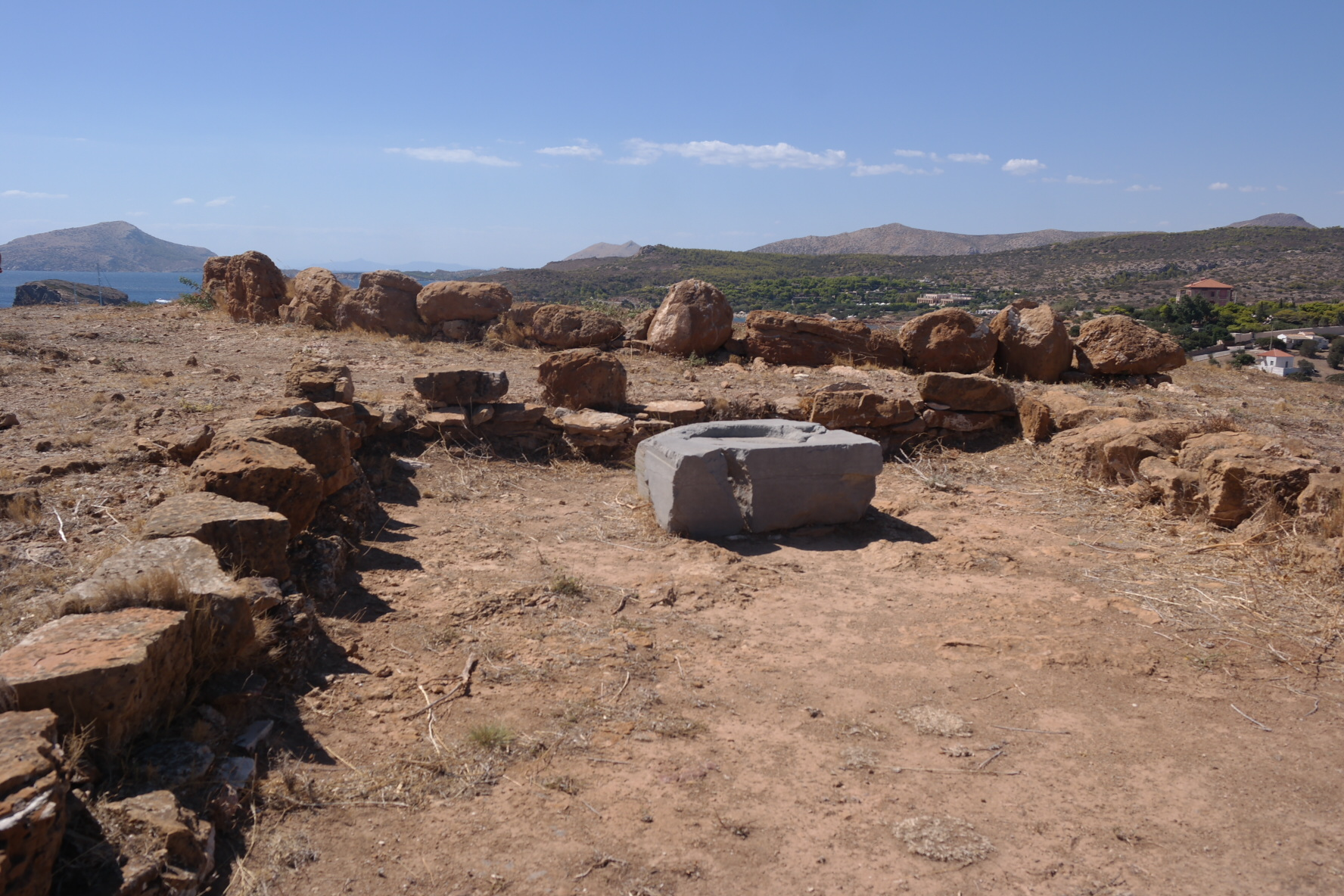
Vista de dentro das ruínas do templo de Atena, voltada para o oeste

O templo de Atena Súnia (Ναός της Αθηνάς Σουνιάδος 37° 39′ 11″ N, 24° 01′ 37″ L), cerca de 300m a nordeste do templo de Posídon, está em uma colina baixa. Foi construído em 470 a.C., substituindo um edifício mais antigo do sexto século. Sua arquitetura era incomum, pois tinha colunatas no lado sul e no leste, mas não no lado oeste ou norte, peculiaridade mencionada por Vitrúvio.
Foi construído ao lado de um períbolo identificado como o monte tumular e santuário de Frôntis, o timoneiro de Menelau, cujo enterro em Sounion é mencionado na Odisseia. Acredita-se que um templo dórico menor próximo ao templo de Atena tenha sido dedicado ao herói Frôntis ou a Ártemis. Um poço profundo a sudeste do temenos foi usado para depositar os restos das oferendas do período arcaico destruídas na invasão persa.
O templo de Atena foi demolido no século I d.C., e partes de suas colunas foram levadas para Atenas para serem usadas no templo do Sudeste da Ágora.

## Fortificação

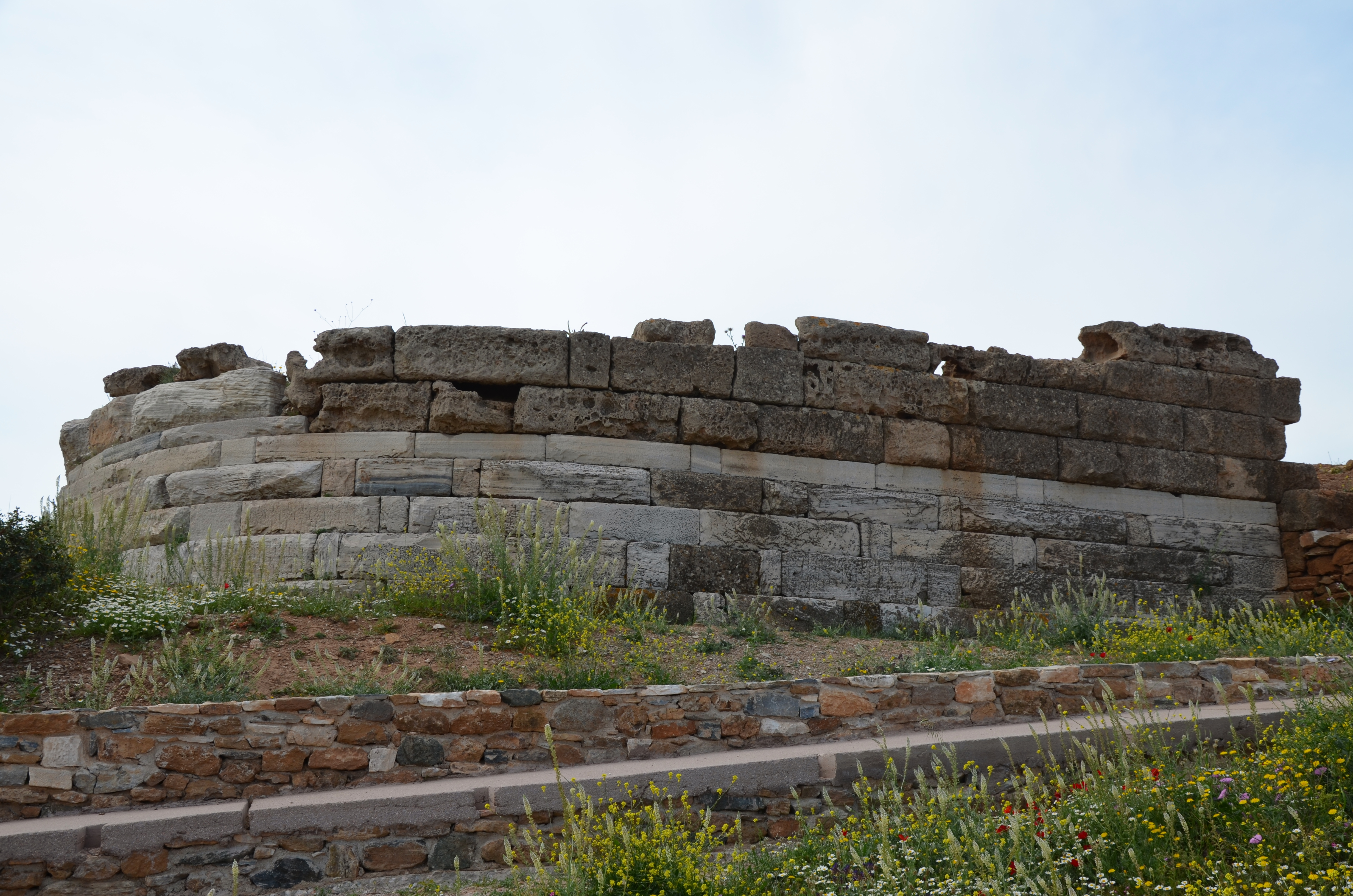
Restos do Bastião Delta vistos do norte.

Em 413 a.C., no décimo nono ano da Guerra do Peloponeso, Súnion foi fortificado pelos atenienses com uma parede e torres para evitar que caísse nas mãos dos espartanos. Isso teria ameaçado a rota de abastecimento de grãos por via marítima de Atenas a partir da Eubeia. A situação do abastecimento de Atenas tornou-se crítica desde que as linhas de abastecimento terrestre da cidade foram cortadas pela fortificação espartana de Deceleia, ao norte da Ática. Desde então, ela foi considerada como uma das principais fortalezas da Ática. Sua proximidade com as minas de prata de Láurio provavelmente contribuiu para sua prosperidade, que se tornou um provérbio; mas mesmo no tempo de Cícero ele havia entrado em decadência. A fortaleza de Súnion foi logo depois de sua fundação tomada dos atenienses temporariamente por uma força de escravos rebeldes das minas de Láurio.
O circuito das paredes ainda pode ser traçado, exceto onde a natureza escarpada das rochas proporcionou uma defesa natural. As paredes, fortificadas com torres quadradas, são de alvenaria helênica mais regular e encerram um espaço de pouco mais de meia milha de circunferência. O Templo de Posídon estava situado no canto sudeste da fortaleza, com os aposentos da guarnição dispostos ao longo de um riacho principal na encosta oeste da colina. A fortaleza incluía uma pequena base naval, com um alojamento (neosoikos) para dois navios-patrulha pequenos no canto noroeste (37° 39′ 09″ N, 24° 01′ 22″ L). Essa adição, junto com o bastião, reparações e extensões da muralha à fortaleza, foram provavelmente feitas ao final do século III a.C., após a libertação do domínio macedônico, que ocupava locais como o Pireu com guarnições. A fortaleza foi mantida até o período helenístico.

## Cultura popular
O Cabo Sunião foi citado na cultura popular, sendo uma localidade no mangá e anime Os Cavaleiros do Zodíaco, de Masami Kurumada. Segundo a obra, neste local está localizada uma prisão para onde são designados os piores criminosos. A prisão não possui nenhum tipo de acomodação, e geralmente os prisioneiros são deixados como oferendas a Posídon no lugar, esperando que a mudança de maré afogue o infeliz e maldoso prisioneiro. A pessoa que for presa neste lugar, só poderá sair de lá com a ajuda de um deus, ao nível de cosmo da deusa Atena.